# انسان‌های نخستین (فیلم ۲۰۱۸)
انسان نخستین (انگلیسی: Early Man) یک فیلم به کارگردانی نیک پارک است که در سال ۲۰۱۸ منتشر شد. از بازیگران آن می‌توان به ادی ردمین اشاره کرد.

## داستان
در آغاز جهان، هنگامیکه موجودات نخستین و ماموت‌های پشمالو در زمین پرسه می‌زدند، انسان‌های نخستین داستان داگ (ادی ردمین) و هوگنوب که دو شخص وابسته به هم بودند را تعریف می‌کنند. داگ قبیله اش را در برابر قدرت عصر برنز متحد می‌کند. در یک نبرد او آنها را با بازی خودشان شکست می‌دهد و در نتیجه اولین بازی فوتبال اروپایی شکل می‌گیرد.

## بازیگران
- ادی ردمین در نقش داگ
- تام هیدلستون در نقش ارباب نوث
- میسی ویلیامز در نقش گوونا

## تولید
در ۶ می ۲۰۱۵ اعلام شد که استودیوکانال ۵۰ میلیون دلار بودجه برای انیمیشن انسان‌های نخستین اختصاص می‌دهد و خودش فروش آن را اداره می‌کند. همچنین اعلام شد که تیم استودیوکانال با آردمن انیمیشن و نیک پارک قرار گذاشته‌اند تا داستان در مورد مرد غارنشینی باشد که اولین بازی فوتبال جهان را پدیدمی‌آورد.
در ۹ می ۲۰۱۶ و زمانیکه انیمیشن در مراحل ساخت بود، استودیوکانال اعلام می‌کند که این اولین انیمیشنی خواهد بود که ادی ردمین در آن صداپیشگی می‌کند و نقش او کاراکتر داگ است.
همچنین بنیاد فیلم بریتانیا یکی از شرکای انیمیشن است و حمایت مالی از فیلم از منابع مالی بخت آزمایی ملی انگلیس خواهد بود. در ۱۹ اکتبر ۲۰۱۶ استودیوکانال اعلام کرد که تام هیدلستون به صداپیشگان فیلم اضافه شده است و نقش ارباب نوث را بر عهده دارد.